# マラウイ湖国立公園
マラウイ湖国立公園は、アフリカ大陸南東部にあるマラウイ湖を対象とする国立公園。湖はマラウイ、タンザニア、モザンビークにまたがるが、国立公園指定されているのは、マラウイ領内の湖の南端にあたるごく一部で、全面積のわずか0.3%程度を占めるに過ぎない。
「湖のガラパゴス諸島」の異名をとる固有種の多さと進化の多彩さで知られ、とくにシクリッド（ムブナ）の数の多さは世界的にも類を見ない（この湖の生態系について、より詳しくはマラウイ湖の項を参照のこと）。
1984年には世界遺産に登録された。淡水湖として世界遺産に登録されたのは、このマラウイ国立公園が初めてであった。
国立公園では、沿岸からの投網や底引き網の使用などは禁止されているが、小舟を繰り出しての漁は禁止されていない。

## 登録基準
この世界遺産は世界遺産登録基準のうち、以下の条件を満たし、登録された（以下の基準は世界遺産センター公表の登録基準からの翻訳、引用である）。
- (7) ひときわすぐれた自然美及び美的な重要性をもつ最高の自然現象または地域を含むもの。
- (9) 陸上、淡水、沿岸および海洋生態系と動植物群集の進化と発達において進行しつつある重要な生態学的、生物学的プロセスを示す顕著な見本であるもの。
- (10) 生物多様性の本来的保全にとって、もっとも重要かつ意義深い自然生息地を含んでいるもの。これには科学上または保全上の観点から、すぐれて普遍的価値を持つ絶滅の恐れのある種の生息地などが含まれる。